# Roger Riera Canadell
Roger Riera Canadell (El Masnou, Barcelona, 17 de febrero de 1995) es un futbolista español que juega en la demarcación de defensa para el Kitchee S. C. de la Liga Premier de Hong Kong.

## Trayectoria
Es un defensa formado en el fútbol base del F. C. Barcelona al que llegó procedente del Gimnàstic Manresa. Cosecharía grandes éxitos en su etapa juvenil, ya que Roger sería el capitán del Barça que levantó la primera Youth League de la historia azulgrana en la temporada 13-14. 
A mediados de 2014 abandonó el club blaugrana para firmar por el Nottingham Forest Football Club para jugar en su equipo sub-21. En enero de 2016 regresó a España para jugar durante temporada y media en el Real Club Celta de Vigo "B" del Grupo I de Segunda División B.
Más tarde, jugaría durante dos temporadas en el Villarreal Club de Fútbol "B" de Segunda División B. En las filas del filial del Villarreal Club de Fútbol disputaría los dos play-offs de ascenso a Segunda División durante las temporadas 2017-18 y 2018-19, jugando la cifra de 63 partidos de Liga, convirtiéndose en el segundo futbolista con más minutos y partidos disputados.
El 1 de julio de 2019 se unió al NAC Breda de la Eerste Divisie por dos temporadas con opción a una tercera. Con el conjunto neerlandés disputaría 28 partidos y anotaría un gol en la segunda división del fútbol neerlandés hasta el mes de marzo de 2020, en el que el NAC Breda ocupaba puestos de play-offs de ascenso a Eredivisie, pero tras la cancelación de la Eerste Divisie por la COVID-19 no podrían luchar por ascender de categoría.
Tras iniciar el curso 2020-21 en los Países Bajos, el 28 de enero de 2021 regresó al F. C. Barcelona para jugar en el filial hasta final de temporada. Tras la misma no renovó su contrato y se marchó al F. C. Andorra, equipo con el que consiguió ascender a Segunda División antes de fichar por el Hércules C. F. en septiembre de 2022. Estuvo una campaña en la que anotó cinco goles en los 31 partidos que jugó y en julio del año siguiente se incorporó al Real Unión Club. En Irún también permaneció doce meses y en agosto de 2024 firmó por el Atlético Sanluqueño C. F.
En julio de 2025 se marchó al fútbol asiático para jugar en el Kitchee S. C.

## Clubes
| Club                      | País         | Año       |
| ------------------------- | ------------ | --------- |
| R. C. Celta de Vigo "B"   | España       | 2016-2017 |
| Villarreal C. F. "B"      | España       | 2017-2019 |
| NAC Breda                 | Países Bajos | 2019-2021 |
| F. C. Barcelona "B"       | España       | 2021      |
| F. C. Andorra             | Andorra      | 2021-2022 |
| Hércules C. F.            | España       | 2022-2023 |
| Real Unión Club           | España       | 2023-2024 |
| Atlético Sanluqueño C. F. | España       | 2024-2025 |
| Kitchee S. C.             | Hong Kong    | 2025-     |